# 阿格罗尚
阿格罗尚是葡萄牙布拉干萨区的一个堂区。总面积18.07平方公里，总人口293人，人口密度16.2人/平方公里。